# Olbrzymka

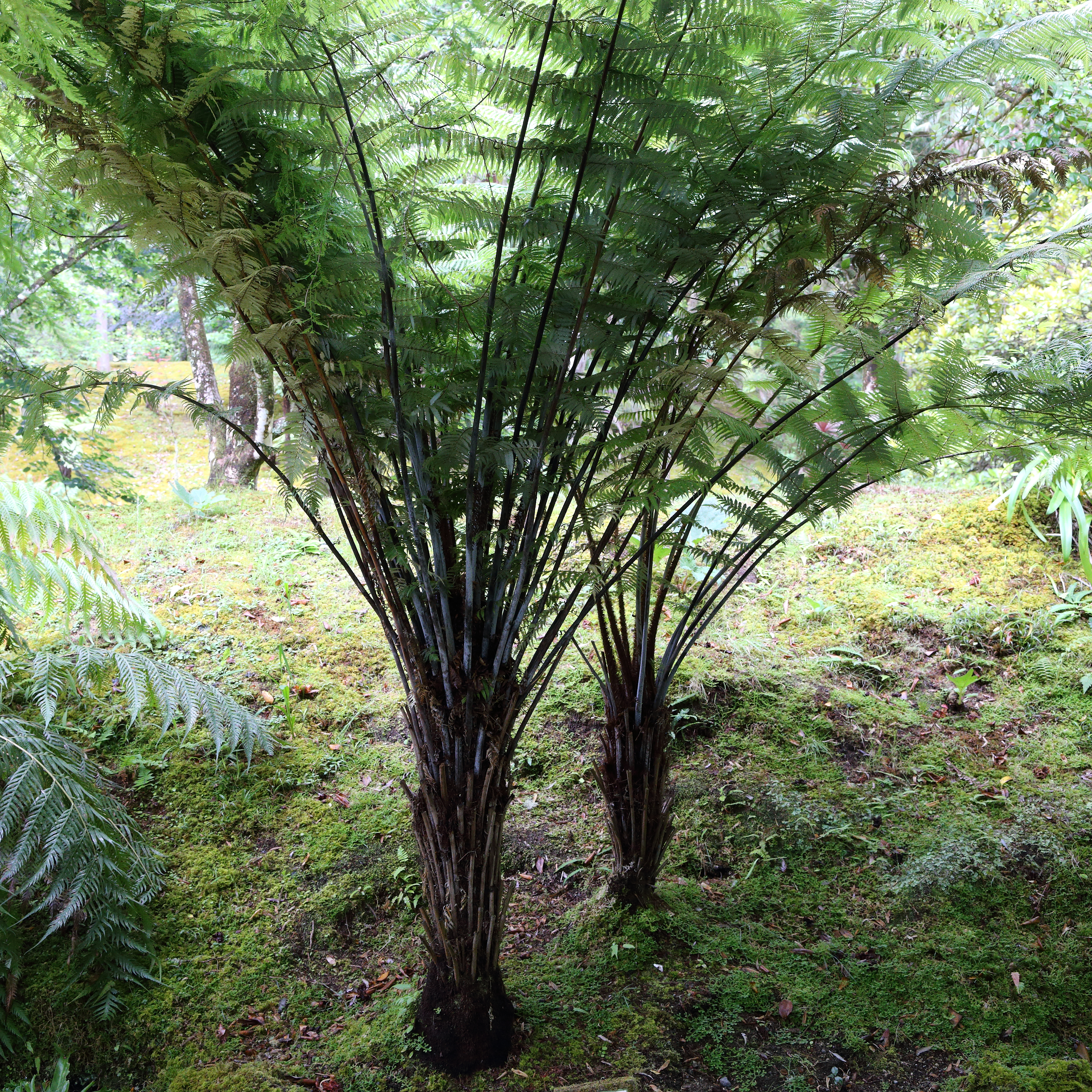
Cyathea dealbata

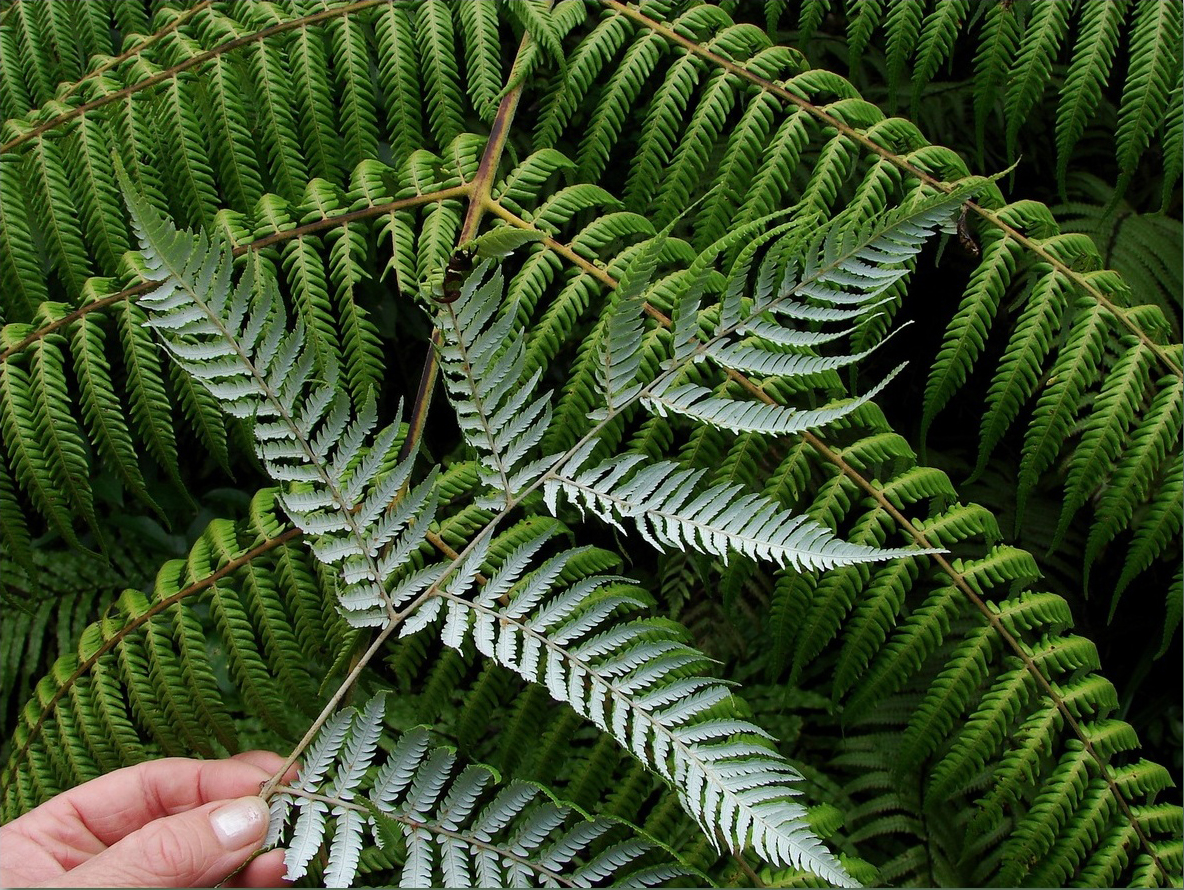
Blaszka liścia Cyathea dealbata

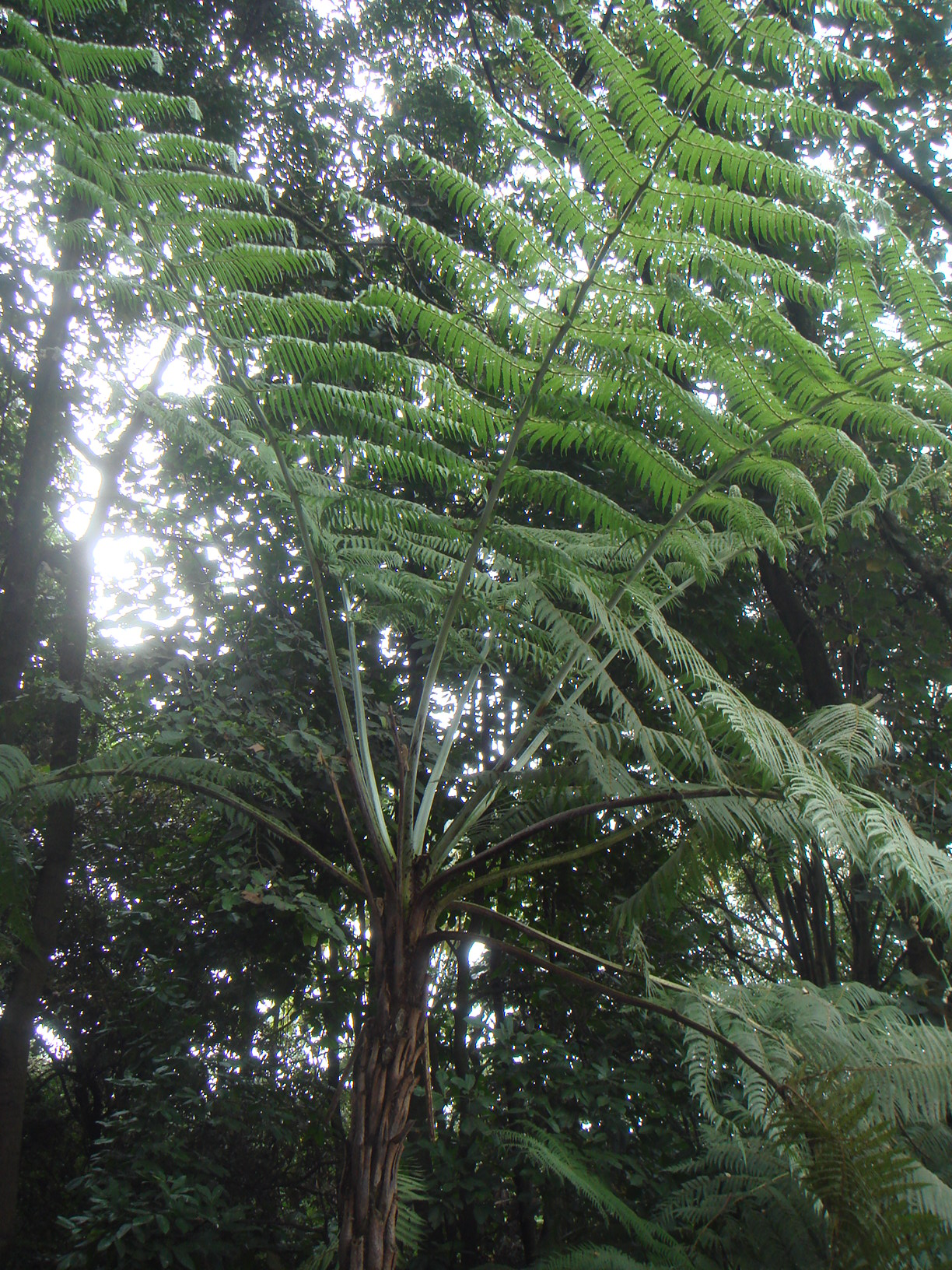
Cyathea caracasana

Olbrzymka (Cyathea) – rodzaj paproci z rodziny olbrzymkowatych. Liczba zaliczanych tu gatunków zależy od ujęcia rodzaju, które jest bardzo zmienne u różnych autorów. Nierzadko uznaje się, że jest to jedyny rodzaj w obrębie olbrzymkowatych i zalicza się tu wszystkie należące do niej gatunki tj. ok. 650. W systemie Smitha i in. z 2006 był to jeden z 5 rodzajów, a w systemie PPG I z 2016 – jeden z trzech rodzajów z ok. 265 gatunkami. Stale odkrywane są też nowe gatunki, np. tylko z Peru w 2017 opisano ich 11. Są to paprocie drzewiaste rozpowszechnione na wszystkich kontynentach w strefie międzyzwrotnikowej z centrum zróżnicowania w tropikach amerykańskich i na wyspach Oceanu Spokojnego, mniej licznie reprezentowane w Afryce (14 gatunków). Na półkuli południowej sięgają wysp subantarktycznych, ale na półkuli północnej brak ich w strefie klimatu umiarkowanego.
Są to paprocie naziemne, rzadko epifityczne. Spotykane są często w górskich lasach mglistych, rzadko wchodząc w strefę roślinności alpejskiej. Liczne gatunki rosną także w podszycie lasów wilgotnych, często w wąwozach. Niektóre gatunki zasiedlają tereny otwarte, w tym mokradła. Wiele gatunków bardzo szybko porasta luki powstające w lasach i poręby. Roczne przyrosty na wysokość wynoszą do ok. 30 cm. 
Pnie olbrzymek wykorzystywane bywają jako materiał konstrukcyjny, wydrążone używane są jako ule. Bogate w skrobię wnętrze pni bywa wykorzystywane jako pożywienie lub karma dla świń, posiekane zewnętrzne części pni używane są jako podłoże dla uprawy storczyków. Niektóre gatunki uprawiane są jako rośliny ozdobne i wykorzystywane jako rośliny lecznicze.
Nazwa rodzaju utworzona została od greckiego słowa κυαθος (kyathos) oznaczającego „filiżankę/kielich” w nawiązaniu do kształtu zawijki otaczającej zwykle u tych roślin kupki zarodni.

## Morfologia

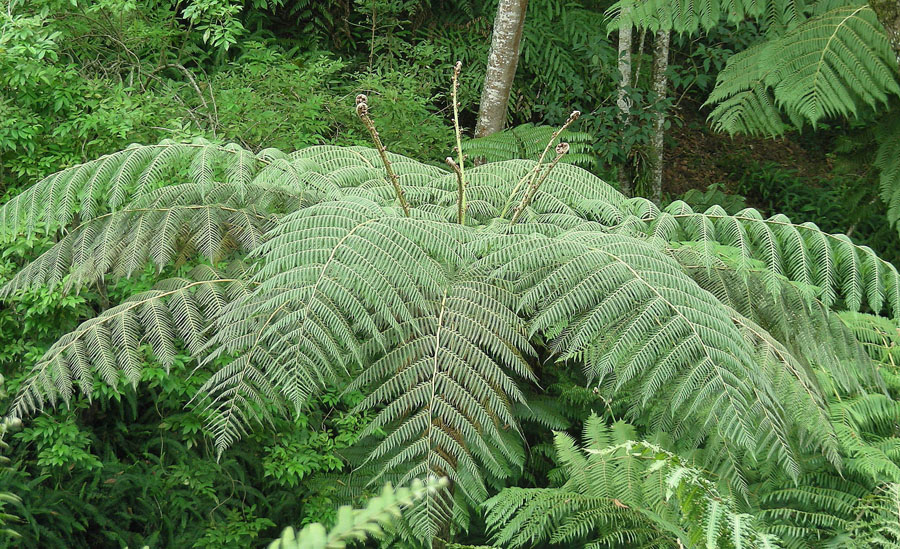
Cyathea delgadii

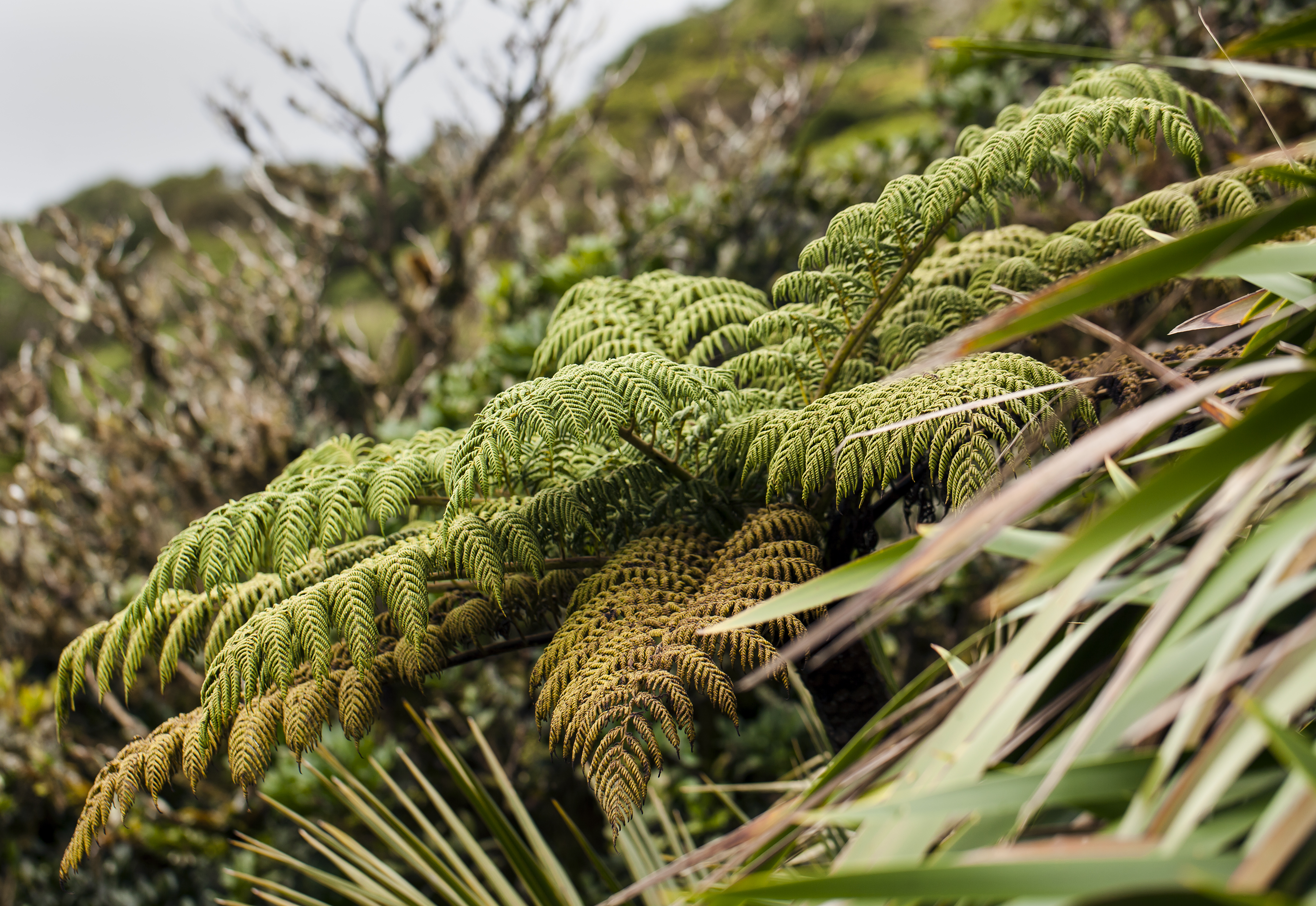
Cyathea howeana

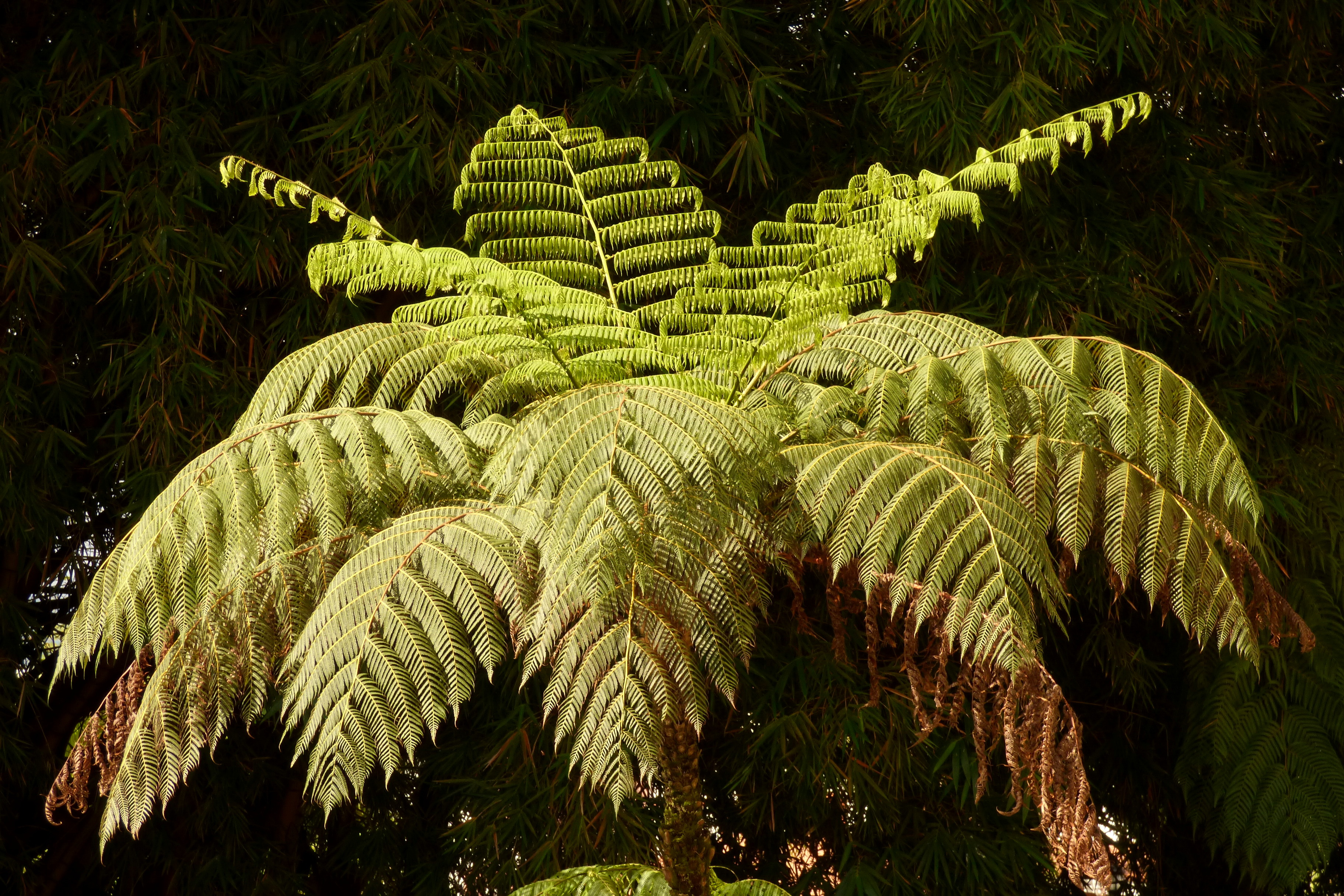
Cyathea microdonta

PokrójPaprocie drzewiaste zwykle osiągające duże rozmiary, rzadziej średniej wielkości, o średnicy pnia do 20 cm. Do rodzaju należy prawdopodobnie najwyższa paproć drzewiasta – C. brownii osiągająca ponad 20 m wysokości. Pęd zwykle silnie wydłużony i wzniesiony, cienki lub tęgi, zwieńczony pióropuszem pierzasto podzielonych liści, co nadaje tym roślinom wygląd podobny do palm. Pęd w górnej części pokryty jest łuskami. Ponieważ pędy paproci nie mają możliwości przyrostu wtórnego na grubość – mechanicznie wzmacniane są przez bardzo liczne korzenie przybyszowe, które wraz z trwałymi nasadami liści tworzą zbitą okrywę pędu, wzmacniającą go od zewnątrz. U niektórych gatunków poza nasadą zachowują się także osie liści, które zwisając wzdłuż pnia tworzą osłaniającą go „suknię”, chroniącą górną część pnia z pąkiem szczytowym przed pnączami i epifitami. Pęd rzadko się dzieli, zwykle jeszcze pod powierzchnią gruntu (jedynym wyjątkiem z pniem rozwidlającym się nad powierzchnią jest C. tuyamae).
LiścieSkupione w formie pióropusza na szczycie pędu, osiągające do 4 m długości. Oś liścia tęga, zwykle owłosiona i zawsze pokryta łuskami, często wyrastającymi na różnego rodzaju brodawkowatych lub kolczastych wyrostkach. Blaszka liściowa jest pierzasto podzielona, zwykle co najmniej podwójnie. Pokryta jest przynajmniej za młodu włoskami i łuskami, od spodu u niektórych gatunków sinego koloru.
ZarodnieSkupione na spodniej stronie liści w kupki (sori), rozwijające się na żyłkach przewodzących, zwykle w ich rozwidleniach. W przeciwieństwie do paproci drzewiastych z rodziny diksoniowatych sori znajdują się na obrzeżach listków i mają kształt okrągły lub eliptyczny. Zarodnie są zwykle liczne, drobne i okryte zawijką wyrastającą dookoła u ich nasady.

## Systematyka

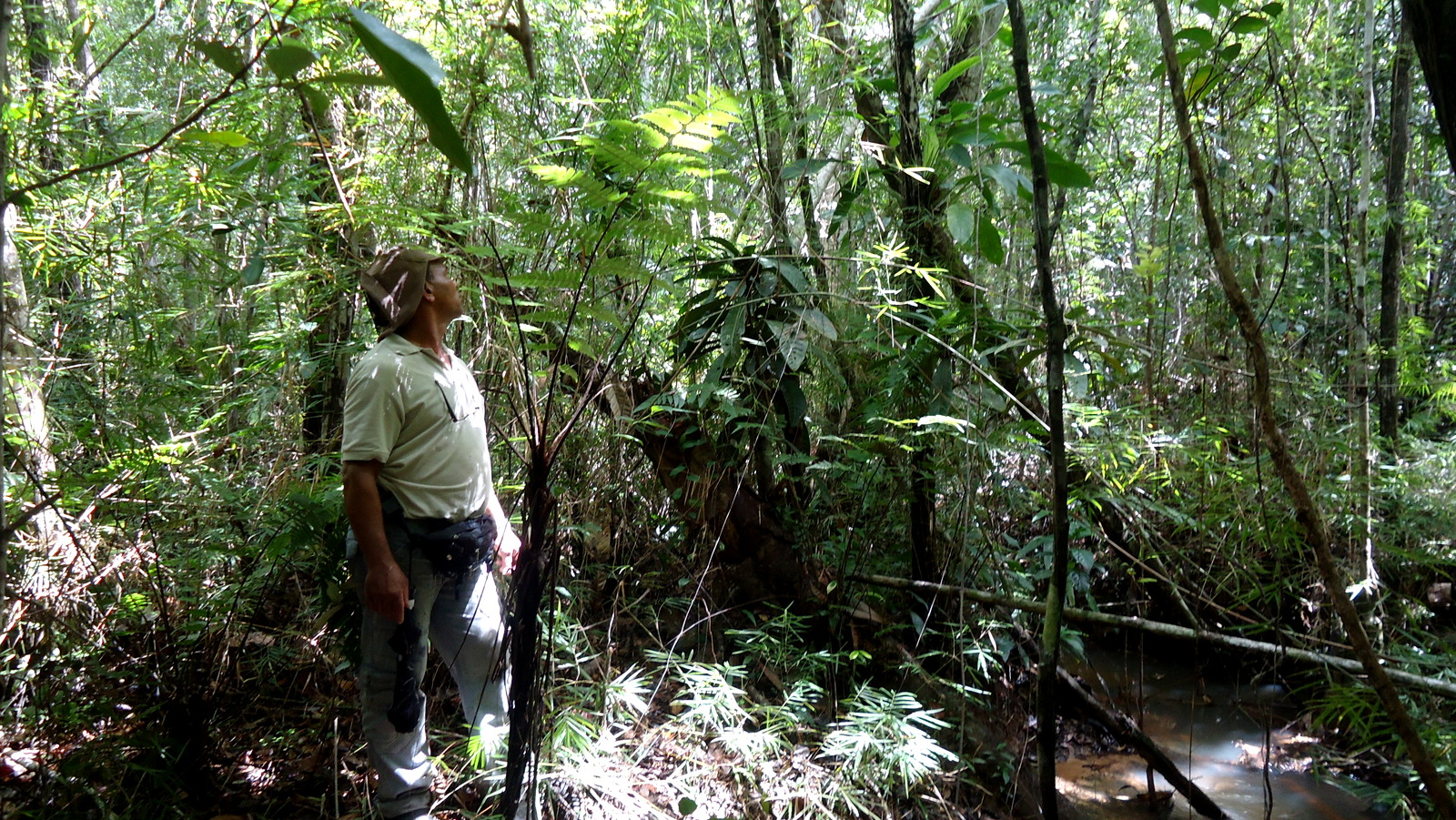
Cyathea pungens w podszycie lasu w Brazylii

Rodzaj należy do rodziny olbrzymkowatych Cyatheaceae Kaulf. Jego ujęcie jest jednak bardzo różne u różnych autorów i w różnych systemach. W obrębie rodziny wyróżniany bywa jako jedyny i obejmuje wówczas wszystkie 650 gatunków należących do rodziny. Był też wyróżniany jako jeden z 3, 5, 6 rodzajów. W 2007 na podstawie badań molekularnych zaproponowano podział rodziny na trzy monofiletyczne rodzaje i takie ujęcie przyjęte zostało w systemie klasyfikacyjnym paproci PPG I z 2016. Zgodnie z tym ujęciem do rodzaju tego zaliczanych jest około 265 gatunków opisywanych w przeszłości m.in. w takich rodzajach jak: Actinophlebia C.Presl; Chnoophora Kaulf.; Cnemidaria C.Presl; Cnemidopteris Reichenb.; Cormophyllum Newm.; Disphenia C. Presl; Hemitelia R.Br.; Hemistegia C.Presl; Hymenophyllopsis K.I.Goebel; Microstegnus C.Presl; Trichopteris C.Presl; ×Cyathidaria Caluff. Wyodrębniane jako osobne rodzaje są natomiast Sphaeropteris Bernh. i pierzastka Alsophila R.Br.
Wykaz gatunków
- Cyathea abbreviata I.Fern.
- Cyathea abrapatriciana Lehnert & A.Tejedor
- Cyathea acutidens (Christ) Domin
- Cyathea aemula Lehnert
- Cyathea affinis (Forst.) Sw.
- Cyathea akawaiorum P.J.Edwards
- Cyathea alata Copel.
- Cyathea alatissima (Stolze) Lehnert
- Cyathea albomarginata R.C.Moran
- Cyathea alfonsiana L.D.Gómez
- Cyathea alsophiloides S.Maciel & Lehnert
- Cyathea alstonii R.M.Tryon
- Cyathea amabilis (C.V.Morton) Lehnert
- Cyathea ameristoneura Domin
- Cyathea andicola Domin
- Cyathea andina Domin
- Cyathea angelica A.Tejedor & G.Calat.
- Cyathea antioquensis A.Rojas
- Cyathea arborea (L.) Sm.
- Cyathea aristata Domin
- Cyathea armata Domin
- Cyathea arnecornelii Lehnert
- Cyathea ars Lehnert
- Cyathea aspera (L.) Sw.
- Cyathea asplenioides (A.C.Sm.) Christenh.
- Cyathea assurgens R.M.Tryon
- Cyathea atahuallpa (R.M.Tryon) Lellinger
- Cyathea aterrima Domin
- Cyathea atrocastanea Labiak & F.B.Matos
- Cyathea atrovirens (Langsd. & Fisch.) Domin
- Cyathea austroamericana Domin
- Cyathea austropallescens Lehnert
- Cyathea axillaris (Fée) Lellinger
- Cyathea azuayensis Sodiro
- Cyathea barringtonii A.R.Sm. ex Lellinger
- Cyathea bella Domin
- Cyathea ×bernardii Proctor
- Cyathea bettinae Lehnert
- Cyathea bicrenata Liebm.
- Cyathea biliranensis Copel.
- Cyathea bipinnata (R.M.Tryon) R.C.Moran
- Cyathea bipinnatifida Domin
- Cyathea boconensis H.Karst.
- Cyathea borinquena (Maxon) Domin
- Cyathea brucei Lehnert
- Cyathea brunnescens (Barrington) R.C.Moran
- Cyathea calamitatis Lehnert
- Cyathea calolepis Domin
- Cyathea caracasana (Klotzsch) Domin
- Cyathea carolihenrici Lehnert
- Cyathea catacampta Alston
- Cyathea cervantesiana A.Rojas
- Cyathea chamaedendron Copel.
- Cyathea chimaera Lehnert & A.Tejedor
- Cyathea chimborazensis Hieron.
- Cyathea chiricana (Maxon) Domin
- Cyathea chocoensis (Stolze) Lehnert
- Cyathea chontilla Lehnert
- Cyathea choricarpa Domin
- Cyathea christii Copel.
- Cyathea cnemidaria Lehnert
- Cyathea cocleana (Stolze) Lehnert
- Cyathea concinna (Baker) Jenman
- Cyathea concordia B.León & R.C.Moran
- Cyathea conformis (R.M.Tryon) Stolze
- Cyathea conjugata Domin
- Cyathea conquisita Jenman
- Cyathea consimilis (Stolze) Lehnert
- Cyathea convergens Lehnert
- Cyathea copelandii Kuhn & Luerss.
- Cyathea corallifera Sodiro
- Cyathea corcovadensis Domin
- Cyathea costaricensis Domin
- Cyathea croftii Holttum
- Cyathea cruciata (Desv.) Lehnert
- Cyathea ctenitoides (Lellinger) Christenh.
- Cyathea cumingii Baker
- Cyathea cyatheoides (Desv.) K.U.Kramer
- Cyathea cyclodium (R.M.Tryon) Lellinger
- Cyathea cylindrica S.Maciel & Lehnert
- Cyathea cystolepis Sodiro
- Cyathea darienensis R.C.Moran
- Cyathea dealbata (G.Forst.) Sw.
- Cyathea decomposita (H.Karst.) Domin
- Cyathea decorata (Maxon) R.M.Tryon
- Cyathea dejecta (Baker) Christenh.
- Cyathea delgadii Sternb.
- Cyathea demissa (C.V.Morton) A.R.Sm. ex Lellinger
- Cyathea diabolica Lehnert
- Cyathea dichromatolepis Domin
- Cyathea dintelmannii Lehnert
- Cyathea dissimilis (C.V.Morton) Stolze
- Cyathea dissoluta Baker
- Cyathea divergens Kunze
- Cyathea dombeyi (Desv.) Lellinger
- Cyathea dudleyi R.M.Tryon
- Cyathea dyeri Sodiro
- Cyathea ebenina H.Karst.
- Cyathea eggersii Hieron.
- Cyathea elliottii (Baker) Domin
- Cyathea epaleata (Holttum) Holttum
- Cyathea estelae (Riba) Proctor
- Cyathea estevesorum A.Tejedor & G.Calat.
- Cyathea ewanii Alston
- Cyathea falcata Domin
- Cyathea feeana Domin
- Cyathea flava (R.M.Tryon) Christenh.
- Cyathea flexuosa Domin
- Cyathea frigida Domin
- Cyathea fulva Fée
- Cyathea gardneri (Hook.) Lellinger
- Cyathea gibbosa Domin
- Cyathea glandulifera Lehnert
- Cyathea glaziovii Domin
- Cyathea godmanii Domin
- Cyathea goudeyi D.L.Jones
- Cyathea gracilis Griseb.
- Cyathea grandifolia Willd.
- Cyathea grantii Copel.
- Cyathea grata Domin
- Cyathea grayumii A.Rojas
- Cyathea guentheriana Lehnert
- Cyathea harrisii Underw.
- Cyathea haughtii (Maxon) R.M.Tryon
- Cyathea hemiepiphytica R.C.Moran
- Cyathea herzogii Rosenst.
- Cyathea heterochlamydea Copel.
- Cyathea hierbabuena A.Tejedor & G.Calat.
- Cyathea hirsuta C.Presl
- Cyathea hirsutissima Domin
- Cyathea hodgeana Proctor
- Cyathea holdrigeana Nisman & L.Gomez
- Cyathea hombersleyi (Maxon) Stolze
- Cyathea horrida (L.) Sm.
- Cyathea howeana Domin
- Cyathea hymenophylloides (L.D.Gómez) Christenh.
- Cyathea iheringii Domin
- Cyathea impar R.M.Tryon
- Cyathea incana H.Karst.
- Cyathea incognita (Lellinger) Christenh.
- Cyathea jacobsii Holttum
- Cyathea jamaicensis Jenman
- Cyathea jurgensenii Fourn.
- Cyathea kalbreyeri (Baker) Domin
- Cyathea karsteniana Domin
- Cyathea lasiosora Domin
- Cyathea latevagans Domin
- Cyathea ×lathamii Holttum
- Cyathea lechleri Mett.
- Cyathea lehnertii A.Tejedor & G.Calat.
- Cyathea lellingeriana S.Maciel & J.Prado
- Cyathea leoniae M.E.Acuña & Huamán
- Cyathea leprieurii Domin
- Cyathea leucofolis Domin
- Cyathea leucolepismata Alston
- Cyathea lewisii (Morton & Proctor) Proctor
- Cyathea liebmannii Domin
- Cyathea liesneri A.R.Sm.
- Cyathea lindeniana C.Presl
- Cyathea lindigii Domin
- Cyathea longipetiolulata A.Rojas & A.Tejedor
- Cyathea macrocarpa (C.Presl) Domin
- Cyathea macrosora (Baker) Domin
- Cyathea margarita Lehnert
- Cyathea marginalis Domin
- Cyathea microdonta (Desv.) Domin
- Cyathea microphylla Mett.
- Cyathea microphyllodes Domin
- Cyathea miersii Domin
- Cyathea minuta J.Murillo & M.T.Murillo
- Cyathea monteagudoi A.Tejedor & G.Calat.
- Cyathea ×moralesiana A.Rojas
- Cyathea moranii Lehnert
- Cyathea mucilagina R.C.Moran
- Cyathea multiflora Sm.
- Cyathea multisegmenta R.M.Tryon
- Cyathea mutica (Christ) Domin
- Cyathea myriotricha (Baker) R.C.Moran & J.Prado
- Cyathea nanna (Barrington) Lellinger
- Cyathea neblinae A.R.Sm.
- Cyathea nephele Lehnert
- Cyathea nervosa (Maxon) Lehnert
- Cyathea nesiotica Domin
- Cyathea nigripes Domin
- Cyathea nodulifera R.C.Moran
- Cyathea notabilis Domin
- Cyathea obnoxia Lehnert
- Cyathea obtusa Domin
- Cyathea oreopteroides Lehnert & A.Tejedor
- Cyathea palaciosii R.C.Moran
- Cyathea pallescens Domin
- Cyathea parvifolia Sodiro
- Cyathea parvula (Jenman) Proctor
- Cyathea patens H.Karst.
- Cyathea pauciflora (Kuhn) Lellinger
- Cyathea paucifolia Domin
- Cyathea peladensis Domin
- Cyathea pendula Jenman
- Cyathea petiolata (Hook.) R.M.Tryon
- Cyathea phalaenolepis Domin
- Cyathea phalerata Mart.
- Cyathea phegopteroides Domin
- Cyathea pibyae A.Tejedor & G.Calat.
- Cyathea pilosissima Domin
- Cyathea pilozana M.T.Murillo & J.Murillo
- Cyathea pinnula (Christ) R.C.Moran
- Cyathea planadae N.C.Arens & A.R.Sm.
- Cyathea platylepis Domin
- Cyathea plicata Lehnert
- Cyathea poeppigii Domin
- Cyathea polliculi Lehnert
- Cyathea polypodioides Sw.
- Cyathea polystichoides (Christ) Domin
- Cyathea povedae A.Rojas
- Cyathea praeceps A.R.Sm.
- Cyathea praecincta (Kunze) Domin
- Cyathea praetermissa Lehnert
- Cyathea pseudonanna Lellinger
- Cyathea puberula Sodiro
- Cyathea punctata R.C.Moran & B.Øllg.
- Cyathea pungens Domin
- Cyathea recondita A.Tejedor & G.Calat.
- Cyathea retanae A.Rojas
- Cyathea robertsiana Domin
- Cyathea rocioae A.Tejedor & G.Calat.
- Cyathea rojasiana Lehnert
- Cyathea roraimensis Domin
- Cyathea rufa (Fée) Lellinger
- Cyathea rufescens (Mett.) Domin
- Cyathea ruiziana Klotzsch
- Cyathea ruttenbergiae A.Tejedor & F.Areces
- Cyathea sagittifolia Domin
- Cyathea scabra Baker
- Cyathea schiedeana Domin
- Cyathea schlimii Domin
- Cyathea serpens (R.M.Tryon) Lehnert
- Cyathea sessilifolia (Jenman) Proctor
- Cyathea setchellii Copel.
- Cyathea setosa Domin
- Cyathea simplex R.M.Tryon
- Cyathea singularis (Stolze) Lehnert
- Cyathea sledgei Ranil, Pushpak. & Fraser-Jenk.
- Cyathea ×smithiana A.Rojas
- Cyathea speciosa Willd.
- Cyathea spectabilis Domin
- Cyathea squamata Domin
- Cyathea squamipes Klotzsch
- Cyathea squamulosa (I.Losch) R.C.Moran
- Cyathea squarrosa Domin
- Cyathea srilankensis Ranil
- Cyathea ×stella-matutina Schwartsb. & Becari-Viana
- Cyathea steyermarkii R.M.Tryon
- Cyathea stolzeana (L.D.Gómez) Lehnert
- Cyathea stolzei A.R.Sm. ex Lellinger
- Cyathea straminea H.Karst.
- Cyathea strigillosa (Maxon) Domin
- Cyathea subincisa Domin
- Cyathea subindusiata Domin
- Cyathea subtropica Domin
- Cyathea sunduei Lehnert
- Cyathea suprapilosa Lehnert
- Cyathea suprastrigosa Maxon
- Cyathea surinamensis Domin
- Cyathea sylvatica Lehnert
- Cyathea tenera (J.Sm.) T.Moore
- Cyathea tenuis Brause
- Cyathea tepuiana Christenh.
- Cyathea thelypteroides A.R.Sm.
- Cyathea thysanolepis (Barrington) A.R.Sm.
- Cyathea tortuosa R.C.Moran
- Cyathea traillii Domin
- Cyathea trichomanoides Christenh.
- Cyathea trinitensis Domin
- Cyathea tryonorum (Riba) Lellinger
- Cyathea tuerckheimii Maxon
- Cyathea uleana (A.Samp.) Lehnert
- Cyathea universitatis (Vareschi) Christenh.
- Cyathea ursina (Maxon) Lellinger
- Cyathea valliciergoana A.Tejedor & G.Calat.
- Cyathea varians (R.C.Moran) Lehnert
- Cyathea vaupensis (P.G.Windisch) Lehnert
- Cyathea venezuelensis A.R.Sm. ex Lellinger
- Cyathea vilhelmii Domin
- Cyathea villosa Willd.
- Cyathea weatherbyana (C.V.Morton) C.V.Morton
- Cyathea wendlandii (Mett.) Domin
- Cyathea werffii R.C.Moran
- Cyathea whitmeei Baker
- Cyathea williamsii Domin
- Cyathea wilsonii (Hook.) Domin
- Cyathea windischiana A.R.Sm.
- Cyathea xenoxyla Lehnert
- Cyathea xerica A.Tejedor & G.Calat.
- Cyathea yambrasensis A.Tejedor & G.Calat.
- Cyathea zongoensis Lehnert